# Mariano José de Larra

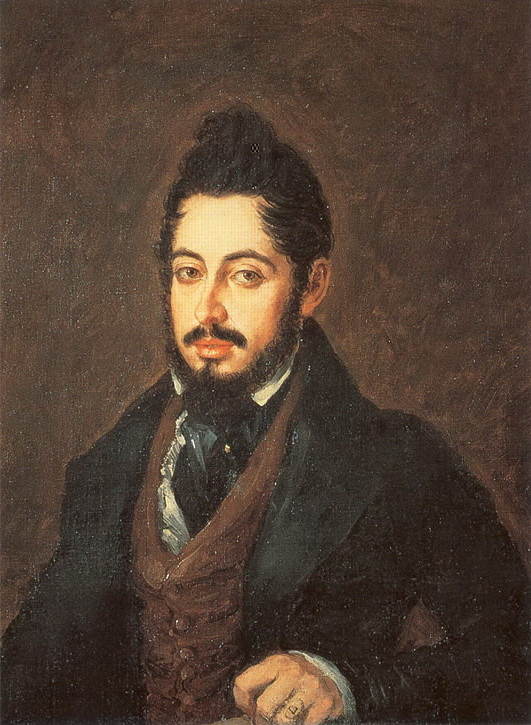
Mariano José de Larra

Mariano José de Larra y Sánchez de Castro (ur. 24 marca 1809 w Madrycie, zm. 13 lutego 1837 tamże) – hiszpański pisarz i dziennikarz, jeden z głównych przedstawicieli romantyzmu hiszpańskiego.
Obok Esproncedy, Becquera i Rosalii de Castro zaliczany jest do czołowych postaci romantyzmu w literaturze hiszpańskiej. W ciągu ośmiu lat działalności jako dziennikarz, krytyk satyryczny i literacki oraz jako pisarz-kostumbrysta, opublikował w prasie ponad dwieście artykułów, przyczyniając się w ten sposób do rozwoju eseistyki. W pracy publicystycznej używał pseudonimów Fígaro, Duende (Chochlik), Bachiller (Licealista) i El pobrecito hablador (Biedny gaduła). Jak uważa Iris M. Zavala, Larra jest przedstawicielem “romantyzmu demokratycznego w akcji”. Nie zadowalając się wcale wylewnymi romantycznymi opisami uczuć, Larra umieszczał Hiszpanię w centrum swojej krytyki i satyry. Jego twórczość należy przy tym odczytywać w kontekście odradzania się Kortezów po okresie tzw. nienawistnego dziesięciolecia (1823–1833) oraz w kontekście I wojny karlistowskie (1833–1840).

## Edukacja na emigracji i na przeprowadzkach
Mariano José de Larra urodził się 24 marca 1809 r. w Madrycie przy ulicy de Segovia, gdzie znajdowała się stara mennica. W mennicy tej pracował jego dziadek. Rodzicami późniejszego pisarza i publicysty byli Mariano de Larra y Langelot i jego druga żona María de los Dolores Sánchez de Castro. Ojciec, w czasie wojny z Francją i za rządów Józefa I Bonapartego, miał posadę chirurga w wojsku napoleońskim, przez co uważany był za francuskiego kolaboranta. W związku z tym po zawarciu pokoju jego rodzina wraz z czteroletnim wówczas Mariano José musiała opuścić Hiszpanię za Józefem I Bonaparte i pozostać na wygnaniu najpierw w Bordeaux, a potem w Paryżu. Dzięki amnestii ogłoszonej przez Ferdynanda VII rodzina de Larra powróciła do Hiszpanii w roku 1818 i zamieszkała w Madrycie. Ojciec został lekarzem osobistym Infanta Hiszpanii, Franciszka de Paula, jednego z braci Ferdynanda VII.
W Madrycie Larra kontynuował naukę rozpoczętą w Bordeaux i w Paryżu, a następnie zmieniał kilkakrotnie miejsce zamieszkania, przenosząc się za swoim ojcem kolejno do Corella (1822–1823), Cáceres (1823–1824), Aranda de Duero (1824). W 1824 r. zamieszkał w Valladolid, żeby studiować na tamtejszym uniwersytecie. Na egzaminy końcoworoczne nie zgłosił się w terminie i dopiero w październiku 1825 roku otrzymał zaliczenie ze wszystkich przedmiotów. Przyczyną jego nieobecności na egzaminach było – jak mówi o tym jego pierwszy biograf, Cayetano Cortés – jakieś tajemnicze wydarzenie, które całkowicie odmieniło jego charakter. Później ustalono, że poeta prawdopodobnie zakochał się w znacznie starszej od siebie kobiecie, która okazała się kochanką jego ojca. Po zakończeniu jesiennej sesji egzaminacyjnej Mariano José de Larra opuścił Valladolid i przeniósł się z powrotem do Madrytu

## Młodzieńcze próby

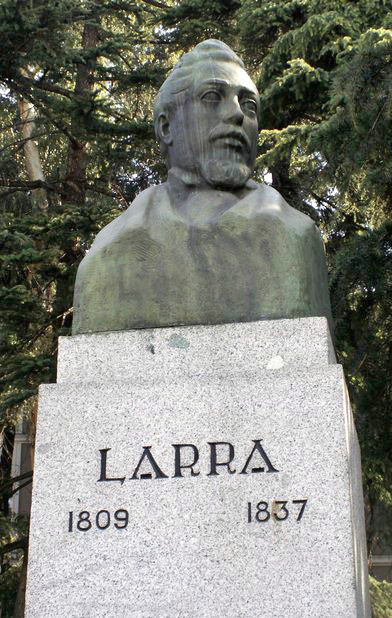
Popiersie Larry w Madrycie

W Madrycie kontynuował studia, a w roku 1827 wstąpił do Korpusu Dobrowolnych Realistów, paramilitarnej organizacji utworzonej przez gorliwych zwolenników absolutyzmu, którzy zapisali się w historii jako uczestnicy represji wymierzonych przeciw liberałom. Wtedy też zaczął pisać poezje, głównie ody i satyry.

## Satyryk i krytyk społeczny
Jednakże na światło dzienne wyprowadziło Larrę dopiero dziennikarstwo satyryczne. Mając dziewiętnaście lat, Larra zaczął wydawać comiesięczną broszurę El Duende Satírico (Chochlik Satyryczny). Była to seria pięciu zeszytów na wzór periodyków eseistycznych zapoczątkowanych w Anglii na początku XVIII wieku pismem The Spectator Addisona i Steelesa, a w Hiszpanii naśladowanych przez czasopisma poświęcone krytyce współczesnego społeczeństwa: El Duende Especulativo de la Vida Civil (Chochlik Spekulatywny Życia Obywatelskiego), El Pensador (Myśliciel) i El Censor (Cenzor). Larra podpisywał się pseudonimem El Duende (Chochlik). W broszurach El Duende Satírico można już dostrzec geniusz satyryczny, który później zostanie rozwinięty. Larra nie jest w tych publikacjach przeciwnikiem absolutyzmu (należał przecież wciąż do Dobrowolnych Realistów), ale dziennikarzem, który za pomocą satyry krytykuje bieżącą sytuację społeczną i polityczną.

## El Parnasillo
Larra wchodzi w skład grupy młodych niespokojnych nonkonformistów gromadzących się w kawiarni przy ulicy del Príncipe w Madrycie na spotkaniach, które nazwali El Parnasillo (dosł. Parnasik). Do grupy tej należeli również Ventura de la Vega, Juan de la Pezuela, Miguel Ortiz, Juan Bautista Alonso, Bretón de los Herreros. W grudniu 1828 roku Larra miał w kawiarni zatarg z José-Marią de Carnerero, dyrektorem gazety El Correo Literario y Mercantil (Kurier Literacko-Kupiecki), którą w ostatnich numerach swojego El Duende Satírico krytykował. Carnerero zwrócił się do władz i uzyskał nakaz zamknięcia czasopisma Larry. Zamknięcie El Duende nie miało większego znaczenia, bo Larra zdążył już zdobyć renomę jako bystry obserwator obyczajów i współczesnej mu rzeczywistości kulturalno-społeczno-politycznej.

## Życie w małżeństwie
13 sierpnia 1829 roku Mariano José de Larra ożenił się z Józefą Wetoret. Małżeństwo było nieszczęśliwe i w parę lat później zakończyło się separacją. Mieli jednak troje dzieci. Syn Luis Mariano de Larra stał się znanym librecistą zarzuel, między innymi El barberillo Lavapiés (Cyruliczek Myjstópka). Dwie córki były w chwili samobójczej śmierci pisarza jeszcze bardzo małe: Adela miała pięć lat, a Baldomera cztery. Adela została kochanką Amadeusza Sabaudzkiego. Baldomera wyszła za mąż za lekarza królewskiego, który po abdykacji Amadeusza wyemigrował do Ameryki pozostawiając ją w Madrycie samą z dziećmi. Baldomera zajęła się działalnością bankową i była jedną z twórczyń piramidy finansowej, za co została skazana na więzienie. Zmarła prawdopodobnie w Argentynie na początku dwudziestego wieku.

## Tłumaczenia teatralne i przełom życiowy 1830 roku
W roku 1830 Larra zajął się tłumaczeniem francuskich utworów scenicznych dla impresaria teatralnego Juana Grimaldiego, a jednocześnie zaczął pisać własne sztuki. Rok później odbyła się premiera komedii kostumbrystycznej No más mostrador (Nigdy więcej kontuaru), do której temat Larra zaczerpnął z jednego z wodewili francuskich. Rok 1830 był w życiu pisarza rokiem przełomowym, ponieważ poznał wtedy Dolores Armijo, mężatkę, synową znanego adwokata Manuela Marii de Cambronero, z którą nawiązał burzliwy romans. Pozostawał jednak nadal w związku małżeńskim z Józefą Wetoret, z którą miał już wtedy syna Ludwika Mariana.

## Idee postępowe w twórczości dziennikarskiej
W roku 1832 Larra powrócił do dziennikarstwa poświęcając się krytyce społecznej w swoim El Pobrecito Hablador (Biedny Gaduła), w którym pisał pod pseudonimem Juan Pérez de Munguía. W piśmie tym wyraża swoje światłe i postępowe, ale jednocześnie złudne marzenia, że wiarą w jutro można pokonać zestarzałe przywiązanie do Kastylii wynikające z zastygłego w przeszłości patriotyzmu. El Pobrecito Hablador przestał ukazywać się w marcu 1833 roku, tj. w kilka miesięcy po tym, jak Larra nawiązał współpracę z La Revista Española (Przegląd Hiszpański). Pismo La Revista Española miało nastawienie liberalne i powstało w listopadzie roku 1832 po tym jak z powodu choroby króla rządy kraju przejęła królowa Maria Krystyna, dając nadzieje liberałom. Na łamach czasopisma Larra pod pseudonimem Fígaro zamieszcza w formie obrazów kostumbrystycznych artykuły krytycznoliterackie i polityczne sprzyjające odprężeniu, jakiego spodziewano się w związku ze śmiercią Ferdynanda VII. Sławne niebawem stają się takie artykuły jak Niech pan przyjdzie jutro, Stary Kastylijczyk, Wśród jakich ludzi żyjemy, W tym kraju, Ożenić się szybko i źle. Zaangażowany w transformację polityczną polegającą na przejściu z absolutyzmu na liberalizm, Larra atakuje karlistów wychodząc tutaj poza granice krytyki społecznej.

## Tragiczny wątek wiarołomności w życiu i w utworach
W roku 1834 ukazała się powieść historyczna Paź Henryka Bolejącego, którego bohater tytułowy został wzięty z dramatu historycznego Macías, rok wcześniej zakazanego przez cenzurę, a wystawionego w dniu 24 września. Treścią obu utworów jest tragiczne życie średniowiecznego poety Maciasa i jego wiarołomnych miłości, a więc wątek, który w pewnej mierze odzwierciedla romans Larry z Dolores Armijo. Latem 1834 roku Dolores opuszcza kochanka i wyjeżdża do Madrytu, zaś on odchodzi od żony, która będąc w ciąży niebawem miała urodzić drugą córkę, Baldomerę.

## Publikacje polityczne
W roku 1835 Mariano José de Larra wybrał się w podróż do Lizbony, a stamtąd do Londynu, a następnie przez Brukselę do Paryża. W Paryżu pozostał przez wiele miesięcy, poznając Wiktora Hugo i Aleksandra Dumas. W tym samym roku zaczęto w Madrycie zbiór jego artykułów pt. Fígaro, zbiór artykułów dramatycznych, literackich, politycznych i obyczajowych. Larra powrócił do Madrytu i zaczął pisać dla gazety El Español. Sprawy polityczne dominowały w publikacjach pisarza. Początkowo popierał rząd Mendizabala, ale po krótkim czasie zaczął go krytykować, kiedy zauważył, że dezamortyzacja zaczyna iść niewłaściwą drogą i że dzieje się to z krzywdą najbiedniejszych. Po upadku rządu Mendizabala Larra postanowił aktywnie włączyć się w działalność polityczną na rzecz stronnictwa umiarkowanych i w roku 1836 został wybrany na posła z Ávili. Nie objął jednak miejsca w parlamencie z powodu tzw. Buntu w San Ildefonso (12 sierpnia 1836), który doprowadził do zmian konstytucyjnych w Hiszpanii, w tym do przywrócenia Konstytucji z 1812 roku.
Narastające zniechęcenie pisarza i sprzeciw wobec kierunku zmian społecznych i politycznych, a do tego ból spowodowany ostatecznym odejściem Dolores Armijo (Larra odwiedził ją w lutym 1836 roku w Avili, nie osiągając jednak żadnego pozytywnego wyniku), znalazły odbicie w jego ostatnich artykułach. Wśród nich najbardziej godnym uwagi jest Dzień Zaduszny 1836 roku, który ukazał się w El Español i w którym spoza zwyczajowej ironii pisarza wyłania się głęboki pesymizm.

## Tragiczna śmierć

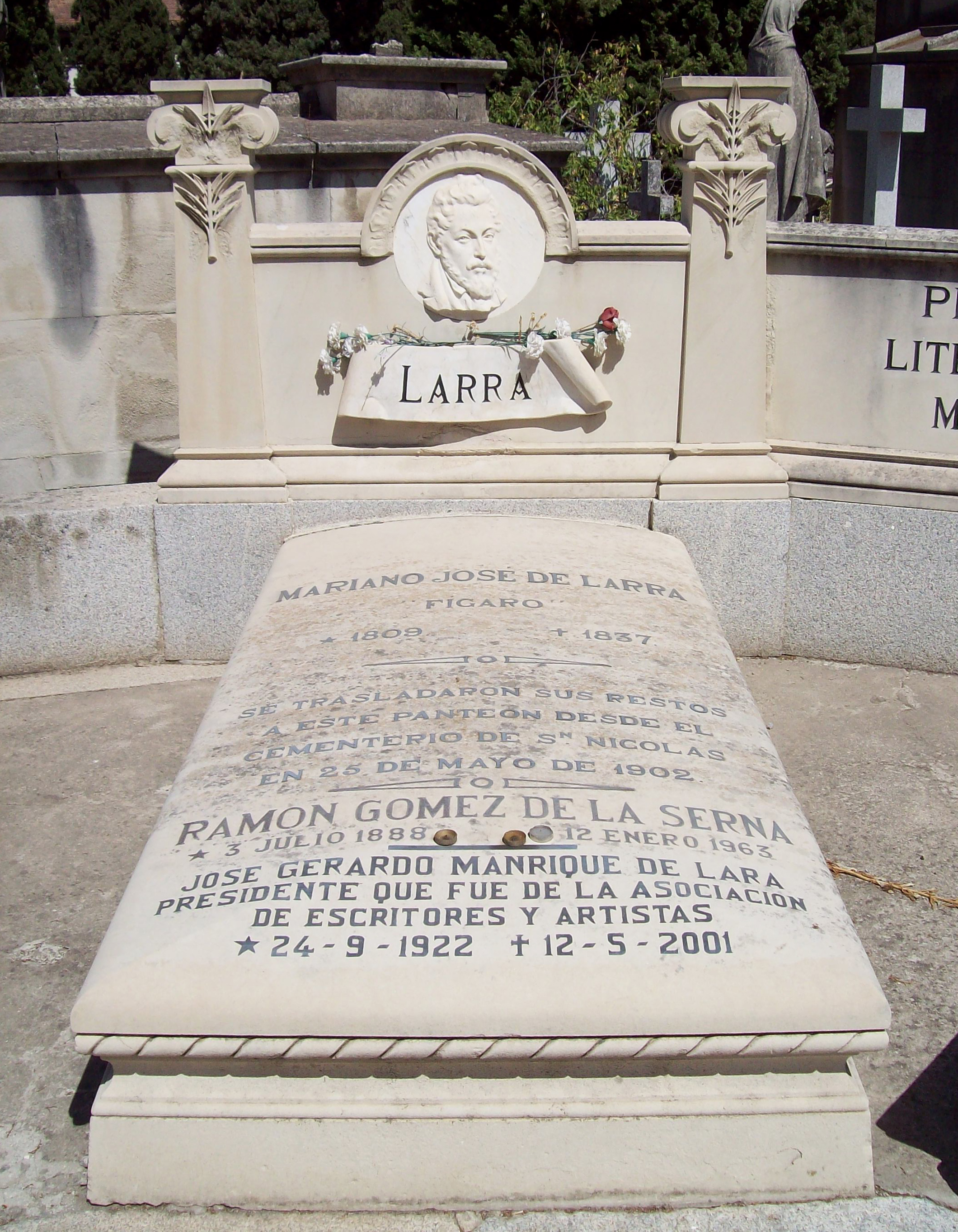
Grobowiec Mariano José de Larry i Ramona Gomeza de la Serny w Madrycie

13 lutego 1837 roku było już ciemno, kiedy Dolores Armijo w towarzystwie swojej bratowej złożyła mu wizytę w mieszkaniu na trzecim piętrze przy ul. Santa Clara nr 3 informując go, że nie ma żadnej możliwości dojścia do porozumienia. Zaledwie obie kobiety wyszły z domu, Larra popełnił samobójstwo strzałem w prawą skroń z pistoletu. Miał dwadzieścia siedem lat.
Na jego pogrzeb w dniu 15 lutego przybyły tłumy ludzi. Kiedy ciało pisarza wkładano do grobu na Cmentarzu Północnym w Madrycie (gdzie obecnie znajduje się stadion Vallehermoso), młody poeta z Valladolid, José Zorrilla, odczytał na cześć Larry wiersz, który wzruszył zebranych i dzięki któremu Madryt poznał wówczas Zorillę.
W roku 1842 doczesne szczątki pisarza przeniesiono na cmentarz sakramentalny świętego Mikołaja, znajdujący się przy ulicy Méndez Álvaro w Madrycie. W maju 1902 roku ciało ponownie przeniesiono, tym razem na madrycki cmentarz świętych Justusa i Millana i Świętego Krzyża, gdzie złożono je w Panteonie Ludzi Sławnych wzniesionym przez Stowarzyszenie Pisarzy i Artystów.
W roku 1908 przedstawiciele Pokolenia 98, Azorín, Unamuno i Baroja złożyli na grobie Larry wieniec kwiatów na znak ponownego odkrycia pisarza i ich utożsamienia się z jego ideami i w trosce o Hiszpanię.

## Znaczenie twórczości Larry
Larra był wybitnym publicystą, posługującym się jasnym i żywym językiem. W swoich artykułach krytykował organizację państwa, atakował władzę absolutną i karlizm. Kpił ze społeczeństwa i odrzucał życie rodzinne. Był przedstawicielem „romantyzmu demokratycznego w akcji”: zło występujące w Hiszpanii jest głównym tematem jego krytyki i satyry. Niezadowolony ze stosunków panujących w jego ojczyźnie pisał artykuły krytykujące ją (W tym kraju, Stary Kastylijczyk, Dzień Zaduszny 1836 roku, Niech pan przyjdzie jutro), występował przeciw cenzurze (Nie należy mówić tego, czego nie można mówić), przeciw karze śmierci (Oszuści, czyli wyzwanie i kara śmierci), przeciw karlistowskiemu pretendentowi do tronu (Co Jego Wysokość robi w Portugalii?) i przeciw karlizmowi (Nikt nie może przejść pomijając strażnika), a nawet przeciw niepoprawnemu językowi (Na razie, Cuasi, Słowa). Z kolei mówiąc o jego powieści historycznej (Paź Henryka Bolejącego) i tragedii (Macías), trudno nie skojarzyć losów ich wspólnego bohatera z ciężkim rozczarowaniem pisarza w życiu osobistym.